# Orde van de Gouden Adelaar (Württemberg)
De Orde van de Gouden Adelaar, Duits: "Orden vom Goldenen Adler") was een ridderorde in het hertogdom Württemberg. De orde was een "jagdorde" en vermoedelijk identiek met de in 1702 door Frederik Karel van Württemberg ingestelde "Jachtorde" of "Herzoglich Württembergischer Ritterorden von der Jagd". De Württembergse hertog was niet alleen erfelijk opperjagermeester van het Heilige Roomse Rijk van de Duitse Natie, hij was ook een fervent beoefenaar van deze sport. De Jachtorde was een hoforde. De hertog en zijn favorieten droegen het gouden kruis en de geborduurde ster, tijdens de jacht maar ook dagelijks. Buiten hun kleine kring werd de orde niet verleend.

## Draagwijze

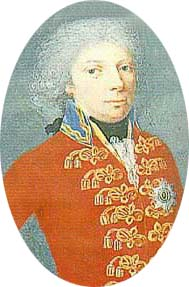
Portret van Willem Frederik van Württemberg met de ster.

In de catalogus staan een gouden keten, een geborduurde ster en een gouden kruis of kleinood vermeld. Het lint van de orde was rood. In de 18e eeuw was een ridderorde, veel meer dan later het geval was, een gemeenschap en men droeg het kleinood van zijn ridderorde als teken van saamhorigheid en, in dit geval, verbondenheid met de vorst die de orde had verleend. Om diezelfde reden droeg de vorst die Grootmeester was de versierselen op zijn eigen kleding.
Men kon zelf kiezen in welke vorm men de versierselen droeg. Aan het hof was dat misschien door de etiquette voorgeschreven en bij plechtigheden zullen de ceremoniemeesters en herauten een kostuum en een draagwijze hebben voorgeschreven. Bij minder formele gelegenheden kon men het kruis van de orde naar keuze in het knoopsgat, dat wil zeggen aan een rood lint dat het knoopsgat in het revers van de jas was aangebracht, aan een rood lint om de hals, aan een breed rood lint dat over de schouder werd gehangen of aan een strik op de daartegenover gelegen heup werd gehangen, dragen. De draagwijze gaf niet aan welke rang men in een 17e-eeuwse of vroeg-18e-eeuwse ridderorde bekleedde.
Versierselen van ridderorden als de Orde van de Gouden Adelaar werden ook om de wapenschilden van de ridders gedragen. Daar vormden zij een heraldischpronkstuk.
In de 18e en 19e eeuw was er nog geen sprake van batons en miniaturen. Men droeg alle dagen zijn kruis en ster op zijn kleding. De geborduurde sterren, metalen sterren zijn een innovatie uit de 19e eeuw, sleten snel en zij werden geregeld vervangen. Deze sterren moesten de ridders zelf aanschaffen bij een borduuratelier.
In de 18e eeuw werd de orde door de regerende hertog ook aan zijn zonen toegekend. Toch was het in opzet geen dynastieke orde of huisorde.
Karel Alexander van Württemberg hervormde de orde en op 6 maart 1807 werd zij door de eerste Württembergse koning, Frederik I van Württemberg, in de "Orde van de Gouden Adelaar" omgedoopt.

## Versierselen
Het verguld zilveren kleinood werd aan een breed lint over de rechterschouder, naar de mode van de tijd soms ook aan een smaller lint om de hals of het revers, gedragen. De armen van het kruis waren volgens een beschrijving van Gritzer rood en het medaillon groen met een gouden monogram met een gekroonde "R". Het is waarschijnlijk dat deze beschrijving van Gritzner een medaillon van na 1806 betreft. De adelaar en jachthoornen waren van goud. De grote geborduurde ster had een medaillon met een groene ring waarop het motto "AMICITIÆ QUE FOEDVS VIRTVTIS" in gouden letters stond. Het kruis in het medaillon droeg vier gouden haken in plaats van jachthoorns.
In de catalogus staan een gouden keten met de letters "FR", dus van de na de proclamatie van het koninkrijk op 1 januari 1806, een geborduurde ster met geëmailleerd gouden medaillon, een gouden kruis of kleinood, een goedkoper uitgevoerd verguld zilveren kruis en een uit 1808 stammende "Kleine Adelsdekoration" in goud vermeld.

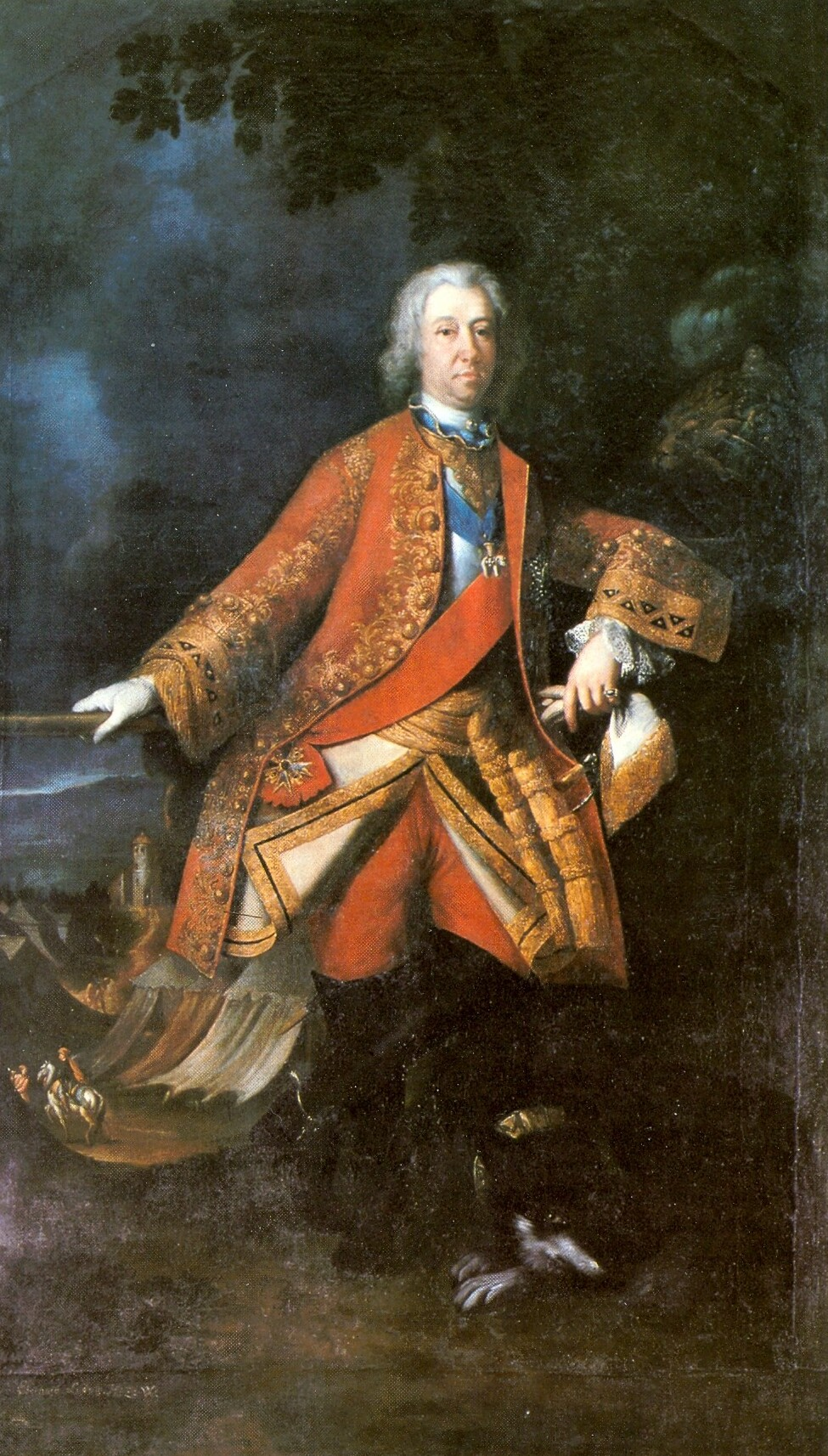
Everhard Lodewijk van Württemberg met het grootlint

## De Orde van de Württembergse Kroon
De Orde van de Gouden Adelaar werd opgevolgd door de Orde van de Württembergse Kroon. In deze nieuwe vorm was de orde geen lang bestaan gegund. In 1818 werd zij door koning Frederik I, in de "Orde van de Württembergse Kroon omgedoopt.
Deze orde behield een aantal karakteristieken van de Orde van de Gouden Adelaar zoals het kruis binnen het medaillon en het rode lint. Bij deze orde was het lint ponceaurood, bij de Kroonorde eerder scharlakenrood.
Er zijn meer jachtorden geweest. De middeleeuwse adel en de adel van de daaropvolgende eeuwen definieerde haar maatschappelijke positie met haar recht om te jagen. Men ging dagelijks op jacht en dit "nobel divertissement" leidde tot het stichten van meer dan een jachtorde.

## Voetnoten
1. ↑  Gritzner
2. ↑  Nimmergutkatalog 2002, No. 2905 t/m 2907.
3. ↑  Zie Gritzner. Hij geeft echter geen details.
4. ↑  Nimmergutkatalog 2002, No. 2909 t/m 2920.